# Fabrice Verdier
Fabrice Verdier (* 16. Dezember 1968 in Bagnols-sur-Cèze) ist ein französischer Politiker. Er ist seit 2012 Abgeordneter der Nationalversammlung.
Verdier, Mitglied der Parti socialiste, machte 1986 sein Abitur und erlangte 1989 mit dem Einzug in den Gemeinderat von Fons-sur-Lussan im Département Gard bereits als 20-Jähriger sein erstes politisches Mandat. 1995 stieg er zum stellvertretenden Bürgermeister der Gemeinde auf und arbeitete ab 1998 zudem als parlamentarischer Assistent des Senators Simon Sutour. 2001 wurde er zum Bürgermeister von Fons-sur-Lussan gewählt. Ein Jahr darauf wurde er zum ersten Sekretär der Sozialisten im Département Gard. 2004 gelang ihm die Wahl in den Regionalrat der Region Languedoc-Roussillon. Mit der Wiederwahl von Simon Sutour als Senator wurde er 2008 zu dessen Stellvertreter. 2010 wurde er vorübergehend aus der Parti socialiste ausgeschlossen, 2011 aber wieder aufgenommen. Bei den Wahlen 2012 trat er für diese im 4. Wahlkreis des Départements Gard an. Nachdem er in der ersten Runde noch dem bisherigen Abgeordneten Max Roustan unterlegen war, konnte er sich im zweiten Wahlgang mit 52,1 % durchsetzen.